# Joseph-Ludger Fillion
Joseph-Ludger Fillion, né le 17 mai 1895 à Alma et mort le 12 septembre 1971 à Québec, est un homme politique québécois.